# Shapeshifters
Shapeshifters er en dance/house-duo fra Storbritannien. Et af medlemmerne er fra Sverige.

## Diskografi
- Sound advice (2006)